# 北野邦雄
北野 邦雄（きたの くにお、1910年3月15日 - 2000年9月4日）は、日本の教育者、ドイツ語教師、写真・カメラの評論家、出版人。

## 来歴
北海道生まれ。東京外国語大学卒業。東京外国語大学、岩手大学、東京写真大学（現在の東京工芸大学）、陸軍軍医学校、杏林大学、武蔵野音楽大学などでドイツ語の講師を務めた。彼のドイツ語のレベルは、始めてフォトキナを訪れた際、「ドイツ人よりドイツ語がうまい日本人がいる」と評されたほどだったという。
1909年（明治42年）から写真関係の雑誌記事、書籍などの執筆を始め、戦前、戦後を通して代表的筆者であった。また、光画荘（現在の写真工業出版社）の初代社長を務め、同社の代表的月刊誌であった「光画月刊」（後の「月刊カメラ」）の主幹も務めた。（それ以前はアルスの出版物に執筆することが多かった）また、コパル、ヤシカ（現京セラ）の常務などを歴任。ペンタックスギャラリーの初代館長も務めた。
また、フランケ・ウント・ハイデッケ社（現在のローライ）からヤシカに対して、ヤシカ4×4がローライ4×4に酷似しているとクレームが付いた際、二社のあいだで交渉をまとめ、ヤシカ側のデザイン変更という方法で解決させた。

## 主な著書
- 「ローライ写真術」アルス 1935年
- 「作画の実際 ローライ・アルバム」アルス 1938年
- 「デュトーと軟焦点写真」アルス 1939年
- 「写真画の構成」光画荘 1941年
- 「ハルビン点描」光画荘 1941年
- 「マミヤシックスの書」光画荘 1942年
- 「百万人の写真術」光画社 1943年
- 「国産ローライの研究」光画荘 1943年
- 「カメラとドイツ」光画荘 1951年
- 「微粒子タンク現像」光画荘 1953年
- 「写真の写し方 - 入門百科叢書」大泉書店 1954年
- 「標準写真処方集」光画荘 1955年
- 「8ミリ映画の写し方」光画荘 1955年
- 「8ミリ映画の撮り方」大泉書店 1964年
- 「トランプあそび」大泉書店 1967年
- 「カメラコレクション」ペンタックスギャラリー 1968年
- 「クラシックカメラ」日本クラシックカメラ協会 1974年
- 「ポケット・カメラの楽しみ方　爆発的人気110のすべて」朝日ソノラマ 1975年
- 「世界の珍品カメラ」朝日ソノラマ 1975年 ISBN 4-257-08003-5
- 「日英独 カメラの用語」朝日ソノラマ ISBN 4-257-08017-5
- 「ローライ物語」朝日ソノラマ 1977年 ISBN 4-257-08031-0
- 「ライカ ウアライカからR3まで」朝日ソノラマ 1979年 ISBN 4-257-08060-4
- 「[復刻] カメラの話」朝日ソノラマ 2001年 ISBN 978-4257120285